# Hyva
Hyva ist ein niederländischer Hersteller von Hydrauliken für Nutzfahrzeuge. Das Unternehmen produziert dabei Hydrauliksysteme (Zylinder, Kippsysteme und Wetkits), Containerumschlagsysteme (Abroll- und Absetzkipper), Hebetechnik (Aufbau- und Rollkrane) sowie Lösungen für den Umweltdienstleistungsbereich. Zudem verkauft das Unternehmen zusätzliche Transportlösungen wie horizontale Schiebeplateaus und Abdecksysteme.
Hyva hat seine Zentrale in Alphen aan den Rijn in den Niederlanden und verfügt über zwölf Fertigungsstätten an neun Orten in Europa (Deutschland sowie Italien) und in Asien (China sowie Indien) und Amerika (Brasilien) und hat Tochtergesellschaften in 31 Ländern in Europa, Asien, Nord- und Südamerika, im Mittleren Osten und in Afrika. Das Unternehmen beschäftigt weltweit 3.800 Mitarbeiter. Hyva verwendet die Markennamen Hyva und Kennis.

## Geschichte
Hyva (der Name ist eine Zusammensetzung aus „Hydraulisch“ und „Vaandrager“) wurde 1979 von Jaap Vaandrager und seinen acht Mitgründern in den Niederlanden in Alphen aan den Rijn gegründet. Ein Jahr später wurde mit Hyva Frankreich und Hyva Belgien, den zwei ersten Tochtergesellschaften, das Netzwerk erweitert. 1991 übernahm Hyva das auf Rollkräne spezialisierte Unternehmen Kennis und eröffnete in Malaysia die erste Niederlassung außerhalb Europas. 1995 wurde mit Hyva Brasilien in Caxias do Sul die erste Fabrik von Hyva außerhalb Europas eröffnet. Nach Jahren der Expansion mit neuen Produktionsstätten und Tochtergesellschaften weihte das Unternehmen 2004 eine Fertigungsstätte in China ein. Von 2005 bis 2013 entwickelte Hyva die Präsenz des Unternehmens auf verschiedenen Kontinenten weiter und eröffnete neue Tochtergesellschaften und Fabriken in den USA, in Australien, Mexiko, Rumänien, Ungarn, Indien, China, Hong Kong, Indonesien, den Vereinigten Arabischen Emiraten und Singapur. 2018 gründete das Unternehmen Hyva Nordic zur Repräsentation von Dänemark, Finnland, Island, Norwegen und Schweden. 2025 wurde Hyva von den Jost-Werken übernommen.

## Produktion und Produkte

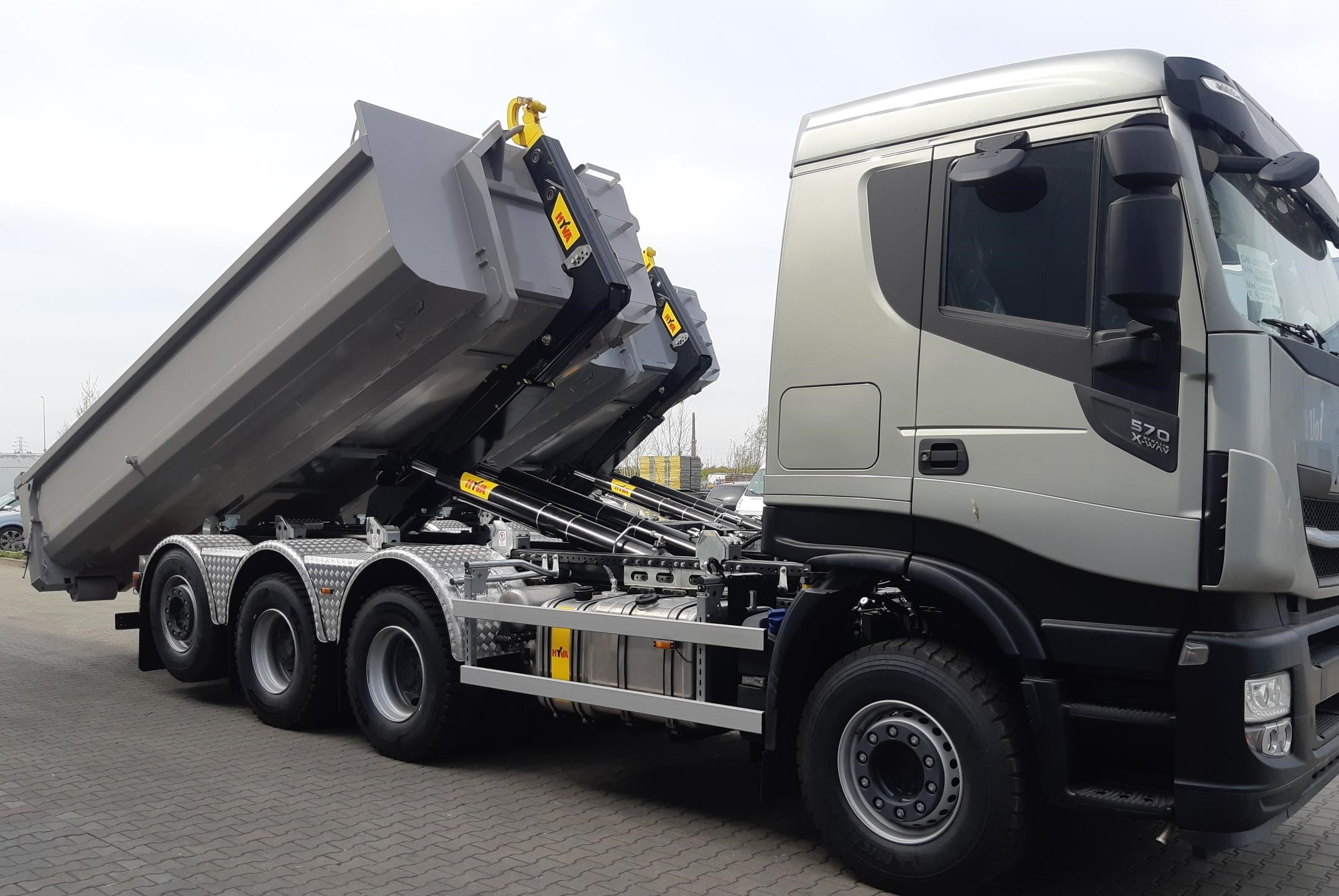
Abrollkipper mit Hyva-Hydraulik

Die Herstellung ist bei Hyva auf zwölf Produktionsstätten rund um den Globus verteilt: vier in Indien (in Navi Mumbai, Jamshedpur, Bangalore und Pune), zwei in Italien (beide in Poviglio), eine in Deutschland (in Olbersdorf), drei in China (eine in Yinbao und zwei in Yangzhou), und zwei in Brasilien (beide in Caxias do Sul).
Hyva fertigt Produkte in 4 Hauptgeschäftsbereichen. 
Die Produktpalette umfasst:
- Frontzylinder
- Unterflurzylinder
- Kippsysteme
- Wetkits
- Abrollkipper
- Absetzkipper
- Aufbaukrane
- Rollkrane
- Lösungen für den Umweltdienstleistungsbereich

Eingesetzt werden die Produkte von Hyva im Transportwesen, Bauwesen, Bergbau, Materialtransport, Umweltdienstleistungsbereich sowie in der Abfallindustrie und in der Schifffahrtsindustrie.

## Weltmarkt
Hyva ist mit einem Marktanteil von über 40 % der weltweit größte Produzent von Frontkipplösungen mit der größten installierten Basis an Kippsystemen weltweit. 2017 überschritt das Unternehmen die Grenze von 2.000.000 weltweit produzierten Zylindern. Hyva spielt auch auf dem Markt für LKW- und Anhänger-montierte Ladekrane und für Containerumschlaglösungen eine wichtige Rolle. 

## Eigentümer
Hyva ist Eigentum der Unitas Capital, einer Übernahmegruppe mit Sitz in Hong Kong, und der NWS Holdings Limited, einer eingetragenen Tochtergesellschaft des in Hong Kong ansässigen Mischkonzerns New World. 